# Porta Westfalica
Porta Westfalica is een stad en gemeente in de Duitse deelstaat Noordrijn-Westfalen, gelegen in de Kreis Minden-Lübbecke. De gemeente telt 35.734 inwoners (31 december 2020) op een oppervlakte van 105,18 km².

## Stadsdelen

Ortsteile van Porta Westfalica

De vijftien stadsdelen van Porta Westfalica worden bestuurd door zes bestuurscommissies (Bezirksausschüsse) die ook eventuele problemen binnen en tussen de Ortsteile aan moeten pakken. 
Onderstaande lijst geeft dit weer.
Tussen haakjes het aantal inwoners per Stadtteil, peildatum 31 december 2017:
- Bezirksausschuss I: Hausberge ("hoofdstad" en bestuurscentrum van de gemeente) (4.955), Holzhausen (4.194)
- Bezirksausschuss II: Barkhausen (4.276)
- Bezirksausschuss III: Neesen (2.274), Lerbeck (3.737)
- Bezirksausschuss IV: Nammen (2.264), Wülpke (621), Kleinenbremen (2.444)
- Bezirksausschuss V: Eisbergen (3.383), Veltheim (2.597), Lohfeld (1.358)
- Bezirksausschuss VI: Möllbergen (1.627), Holtrup (1.062), Vennebeck (1.004), Costedt (525)

## Ligging, verkeer, vervoer
De gemeente ligt, met uitzondering van het op de westoever gelegen stadsdeel Barkhausen, aan de oostkant van de Wezer. Deze rivier breekt hier door het gebergte heen. Aan de westkant is dit het Wiehengebergte, aan de oostkant het Wezergebergte. De stadsdelen in de Bezirksausschüsse III en IV liggen aan de noordkant van de kam van het Wezergebergte, de stadsdelen in de Bezirksausschüsse I, V en VI aan de zuidkant daarvan. Barkhausen ligt aan de westelijke kant van de Wezer.
De Bundesstraße B482 loopt van noord naar zuid door de gemeente, aan de oostoever van de Wezer. Aan de zuidkant van de gemeente komt deze uit op de A2, afrit 33. Bij stadsdeel Veltheim, 6 km oostelijker, kan men afrit 34 van deze Autobahn nemen. Aan de westkant van de Wezer loopt de B61 door de 1700 m lange Weserauentunnel langs stadsdeel Barkhausen noordwaarts naar een klaverbladkruising met de B65 aan de rand van Minden.
Het station Porta Westfalica (in het stadsdeel Hausberge, bij de Wezerbrug naar Barkhausen) ligt aan de doorgaande spoorlijn van Hamm (Noordrijn-Westfalen), Herford en Löhne en Bad Oeynhausen naar Minden en Berlijn.
In stadsdeel Vennebeck ligt een klein vliegveld, Verkehrslandeplatz Porta Westfalica, ICAO-code EDVY. Het heeft een 860 meter lange asfalt- en een 1000 meter lange graspiste en ligt 45 meter boven zeeniveau. Het vliegveldje wordt vooral door hobby- en sportvliegtuigjes gebruikt.

## Economie
De aantrekkelijke omgeving maakt, dat het toerisme in deze gemeente niet onbelangrijk is.
Naast veel midden- en kleinbedrijf herbergt de gemeente ook enige omvangrijke ondernemingen, te weten:
- Brüder Schlau, hoofdkantoor van een keten in gordijnen-, verf- en vloerbedekkingszaken
- Grohe AG, sanitair (nevenvestiging in stadsdeel Lerbeck, die sanitairarmaturen zoals douchekoppen maakt)
- Schäfers Brot, broodfabriek voor de Edeka-supermarktketen
- Tönsmeier, afvalverwerkingsbedrijf
- Weserkies und -sand, grindgroeve

## Geschiedenis
Ofschoon de Latijnse naam, met de betekenis: Westfaalse Poort, zeer oud lijkt, is deze gemeente pas sinds de recente keizertijd (1870-1918) zo genoemd. Ze ligt aan de rand van een lange heuvelrug, die juist op deze plek wordt doorbroken door de Wezer, waardoor het rivierdal als het ware de poort vormt tussen twee grote vlaktes. 

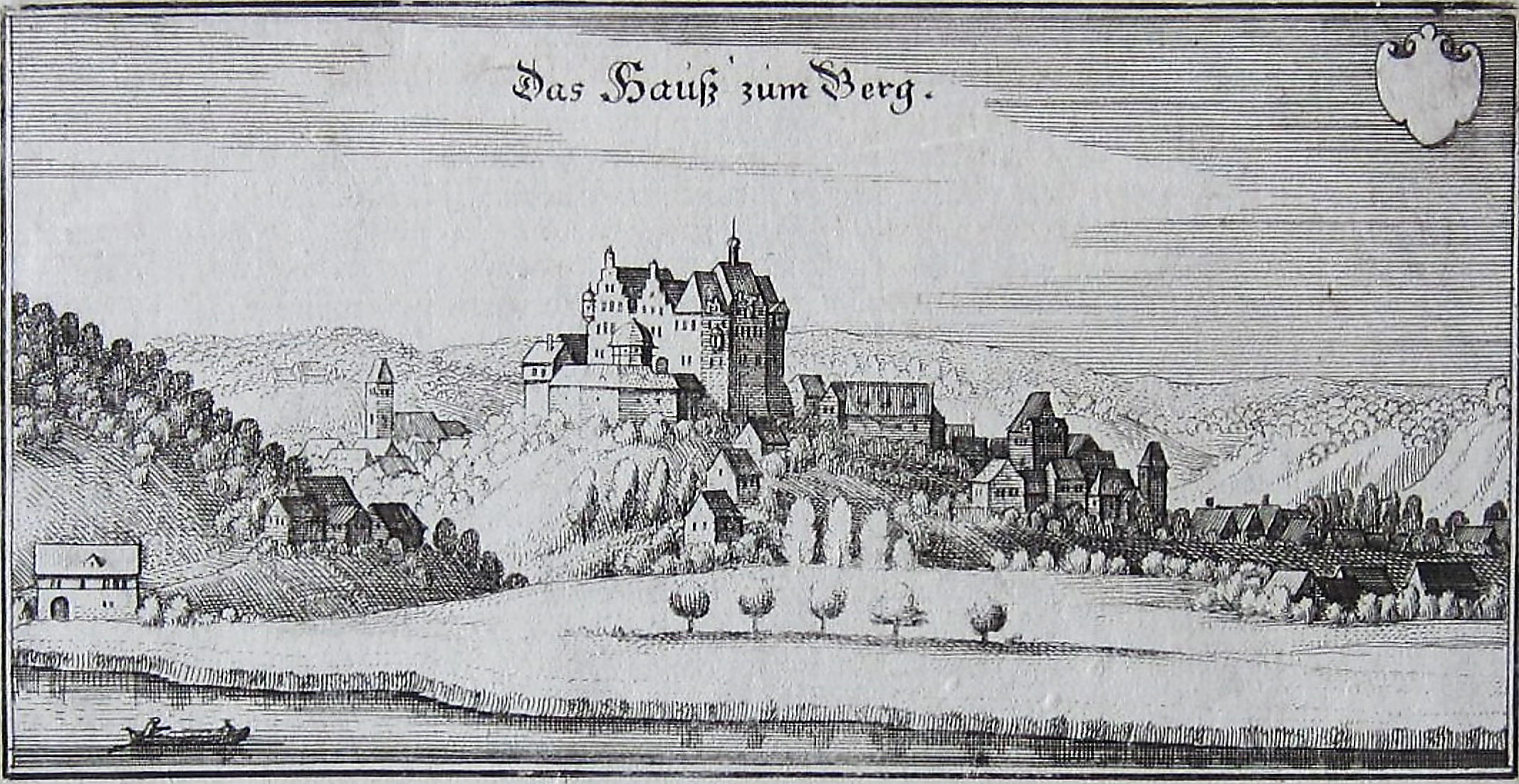
Schalksburg (Haus zum Berge) in 1640

De plaats is strategisch belangrijk. Omdat de doorgang zelf niet te bezetten valt, wordt de Porta Westfalica meestal verdedigd vanuit de nabijgelegen vestingstad Minden. De aanwezigheid van een Romeins fort wordt al lange tijd vermoed, en in het nabijgelegen Minden-Barkhausen zijn in 2008 Romeinse resten gevonden. Karel de Grote bouwde hier een van zijn paltsen, en er zijn verschillende veldslagen gevochten, zoals die van 1759, om de Porta Westfalica te beheersen.
Vanaf maart 1944 waren hier, onder andere in ondergrondse tunnels in de Jakobsberg, concentratiekampen, waar veel Nederlandse joodse vrouwen te werk werden gesteld, onder andere bij het maken van elektronenbuizen voor radio's ten behoeve van het Duitse leger.
Pas in 1973 werden de 15 stadsdelen samengevoegd tot de gemeente Porta Westfalica, wat voordien alleen de naam was van de streek.
Over de afzonderlijke stadsdelen valt, wat de geschiedenis betreft, nog het volgende te vermelden:
- Hausberge is een oud stadje, in 1098 ontstaan rondom een kasteel, te weten de wellicht al in 1018 in opdracht van hertog Bernhard II van Saksen gebouwde Schalksburg. Deze was steeds omstreden; in de 14e en 15e eeuw bijvoorbeeld behoorde ze toe aan het Bisdom Minden. De Reformatie bracht de bevolking ertoe, na 1555 evangelisch-luthers te worden. In 1618 kreeg Hausberge het marktrecht, in 1720 volledig stadsrecht. De burcht verviel in de 17e eeuw en werd in de 18e eeuw gesloopt. In 1847 kwam de aansluiting op het spoorwegnet tot stand. De gemeente Hausberge had niet willen meebetalen aan de bouw van het station. Uit rancune werd het station door de spoorwegmaatschappij toen Porta genoemd (na 1984 Porta Westfalica). Op 20 januari 1944 gebeurde op dit station een ernstig treinongeluk; bij een botsing tussen twee treinen kwamen 79 mensen om het leven, en er waren 64 gewonden.
- Holzhausen is een reeds in de middeleeuwen (eerste vermelding : 1099) ontstaan dorp.
- Barkhausen, aan de westkant van de Wezer, was in de 19e eeuw al toeristisch ontwikkeld, vanwege de nabijheid van het Kaiser Wilhelm Denkmal. In het deftige toeristenhotel Kaiserhof werd de feestzaal in maart 1944 door de SS in beslag genomen. Ze werd omgevormd tot een Außenlager (buitenkamp) van het concentratiekamp Neuengamme met als officiële naam KZ-Außenlager Porta Westfalica. Tot april 1945 zaten hier maximaal 1.500 gevangenen uit verscheidene landen dicht opgepakt bijeen. Overdag moesten zij zware arbeid verrichten; zij moesten namelijk in de Jakobsberg ondergrondse tunnels maken. In deze tunnels werden fabrieken voor de productie van (onderdelen van) wapens ingericht. Op een tot 2008 braakliggend stuk grond met de naam „Auf der Lake“ vonden van 2008–2012 belangrijke archeologische opgravingen plaats. Gevonden werden onder andere:
  - sporen van een urnengraf uit de bronstijd (12e eeuw v.Chr.).
  - een bronzen, emmerachtige urn uit de 6e eeuw v.Chr.
  - restanten van een Romeinse castra (militair kamp) uit de tijd van Keizer Augustus, mogelijkerwijze zelfs van het legerkamp, van waaruit veldheer Publius Quinctilius Varus in het jaar 9 zijn noodlottige mars naar Kalkriese ondernam, die tot de grote Romeinse nederlaag in de Slag bij het Teutoburgerwoud leidde.
  - een grafveld van Saksen uit de 8e of 9e eeuw;
  - sporen van een kamp van landsknechten, die in 1634 de stad Minden hadden belegerd.

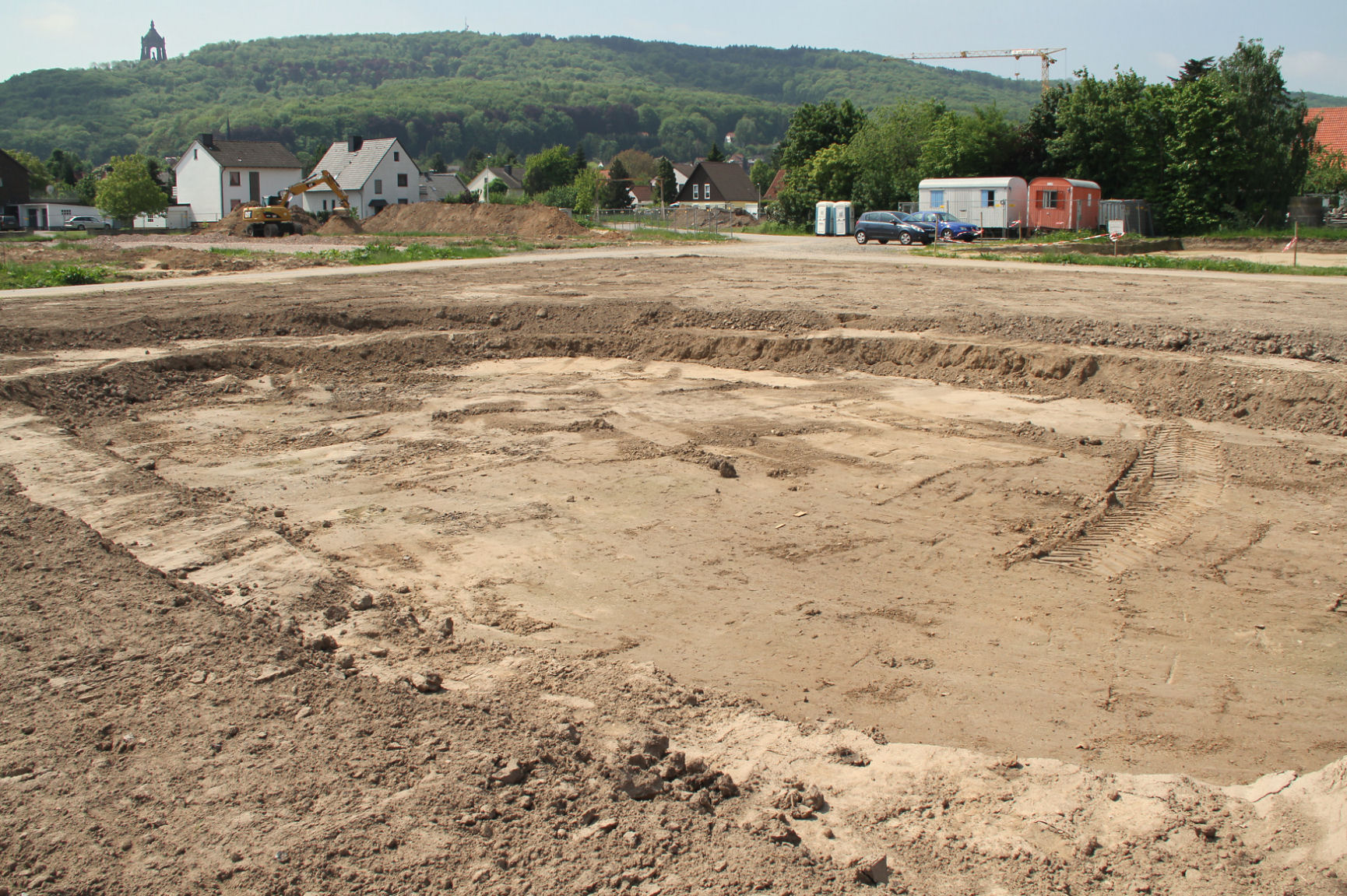
Het terrein Auf der Lake, waar een Romeins legerkamp is opgegraven. Op de achtergrond op de heuveltop het Kaiser-Wilhelm-Denkmal.
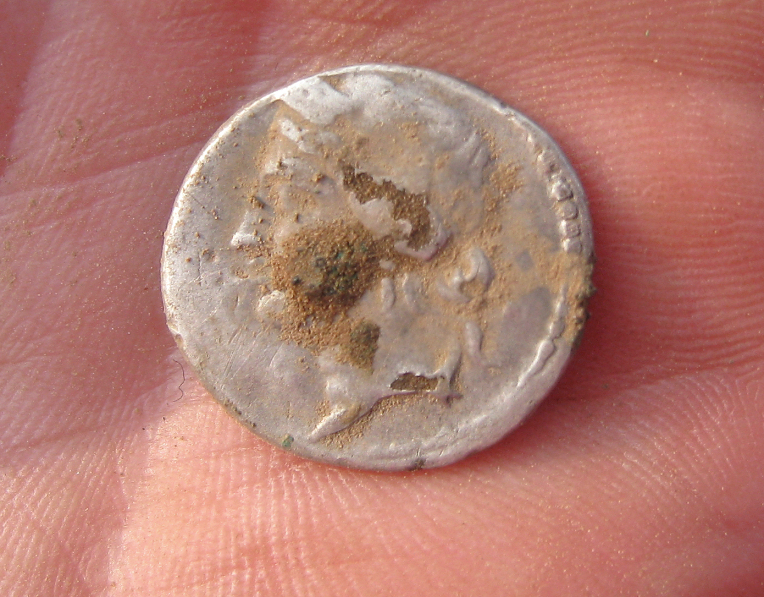
Hier opgegraven Romeinse denarius, 42 v. Chr.
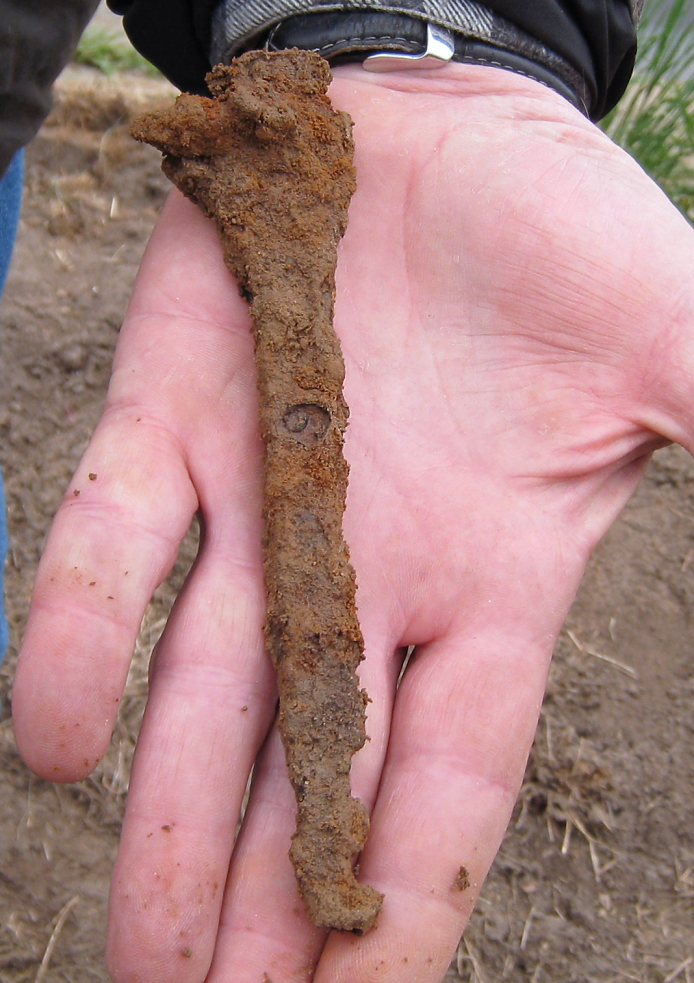
Hier opgegraven Romeinse tentharing

- Neesen groeide vanaf de 2e helft van de 19e eeuw tot omstreeks 1930 uit van een klein boerendorp tot de vestigingsplaats van enige steengroeven (die onder andere de spoorwegmaatschappij als afnemer hadden), die intussen zijn stilgelegd. Niet alleen de arbeiders van de groeven gingen hier wonen. De voorname villa's van de directieleden staan nog steeds in het dorp.
- Eisbergen had vroeger een grote fabriek van legeruniforms. Deze herbergt sinds 2013 een klooster van de Russisch-Orthodoxe Kerk. De plaats ligt aan een aparte spoorlijn van Löhne naar Hamelen. Het station van het dorp is opgeheven, maar een heropening wordt overwogen.
- Veltheim had van 1959 tot 2015 een grote elektriciteitscentrale aan de Wezer. Op 31 maart 1925 vond bij een oefening van genietroepen van de Reichswehr een tragisch ongeluk plaats. 167 Soldaten met volledige (zware) bepakking, en één burger, die toestemming had om op een door de militairen gebouwde geïmproviseerde gierpont mee de Wezer over te steken, kwamen in het water terecht, toen de pont, die overeenkomstig verouderde voorschriften was gebouwd, en op het gewicht van zoveel mannen niet was berekend, kapseisde. De burger en 80 soldaten verdronken. Ter herinnering aan deze ramp is een gedenkteken opgericht.
- Holtrup herbergde mogelijk in de vroege middeleeuwen een kasteeltje. Daar is niets meer van overgebleven. Wel is er het Römerinsel bij een bron (zie foto). Hoewel een spelend kind er in de jaren 1970 eens een Romeinse munt uit de 2e eeuw heeft gevonden, geloven veel geleerden, dat het hier gaat om een restant van een klein mottekasteel uit de middeleeuwen. Tot 1858 maakte het ten zuiden van Holtrup gelegen Uffeln (Vlotho) deel uit van Holtrup.
- Costedt: Rittergut Rothenhoff bij dit dorp, een 19e-eeuwse buitenplaats met tuin in de Engelse landschapsstijl, was van 1945-1954 residentie van de opperbevelhebber van de Britse bezettingsmacht van West-Duitsland. Hier logeerden o.a. veldmaarschalk Bernard Montgomery, Dwight D. Eisenhower en leden van de Britse koninklijke familie. Het gebouw is thans particulier bewoond en niet te bezoeken. Dicht bij Costedt is een grafveld uit de Romeinse keizertijd opgegraven. Het omvat 44 graven, gedateerd tussen circa 150 en 260 na Chr.

## Bezienswaardigheden, monumenten, toerisme, recreatie

### Bezienswaardigheden, monumenten
- Op de westelijke heuvelrug (stadsdeel Barkhausen) staat het Kaiser Wilhelm Denkmal, dat over de vallei en vlaktes uitkijkt. Het is een groot (roodachtig) zandstenen bouwwerk met een beeld van keizer Wilhelm I van Duitsland.
- Enige vakwerkhuizen in Hausberge
- De uit 1523 daterende, aan Sint-Laurentius gewijde, kapel in stadsdeel Nammen, van waaruit ook mooie wandelingen zuidwaarts in het Wezergebergte mogelijk zijn.
- De oude dorpskerken van Kleinenbremen, Eisbergen, Holtrup en Veltheim zijn, ook van binnen, cultuurhistorisch interessant.
- In stadsdeel Barkhausen bevindt zich een fraai gelegen, naar Johann Wolfgang von Goethe genoemd openluchttheater (644 zitplaatsen) dat iedere zomer nog gebruikt wordt.
- De windmolens van Holzhausen en van Veltheim (1903).

### Musea, toerisme
- Van Minden kan men in de zomer naar de tot Porta Westfalica behorende stadsdelen Nammen en Kleinenbremen v.v. rijden met de stoomtreinen op de Mindener Kreisbahn, een museumspoorlijn.
- Aan het eindpunt van de museumspoorlijn, in Kleinenbremen, bevindt zich een mijnbouwmuseum in een voormalige ijzerertsmijn.

### Sport en recreatie
Porta Westfalica is gelegen aan de Europese wandelroute E11, die loopt van Den Haag naar het oosten, op dit moment tot de grens Polen/Litouwen. Ter plaatse is de E11 ook bekend als Wittekindsweg die naar Osnabrück loopt en als Wesergebirgsweg die naar Hamelen loopt.
Door de stijgwinden rond deze heuvels wordt er hier veel aan zweefvliegen gedaan.
Porta Westfalica ligt aan de trajecten van verscheidene langeafstandswandel- en -fietsroutes, onder andere aan de Wandelroute E11.

## Belangrijke personen in relatie tot de gemeente

### Geboren
- Fritz Schmidt, (1903-1943), geboren in stadsdeel Eisbergen, hoge nazifunctionaris in Nederland in de Tweede Wereldoorlog. Hij behoorde tot de overlevenden van het pontveerongeluk op de Wezer op 31 maart 1925.

### Overleden
- Melitta Bentz (1873-1950), uitvindster van het koffiefilter
- Junior Malanda (28 augustus 1994 – 10 januari 2015), Belgisch voetballer

## Afbeeldingen

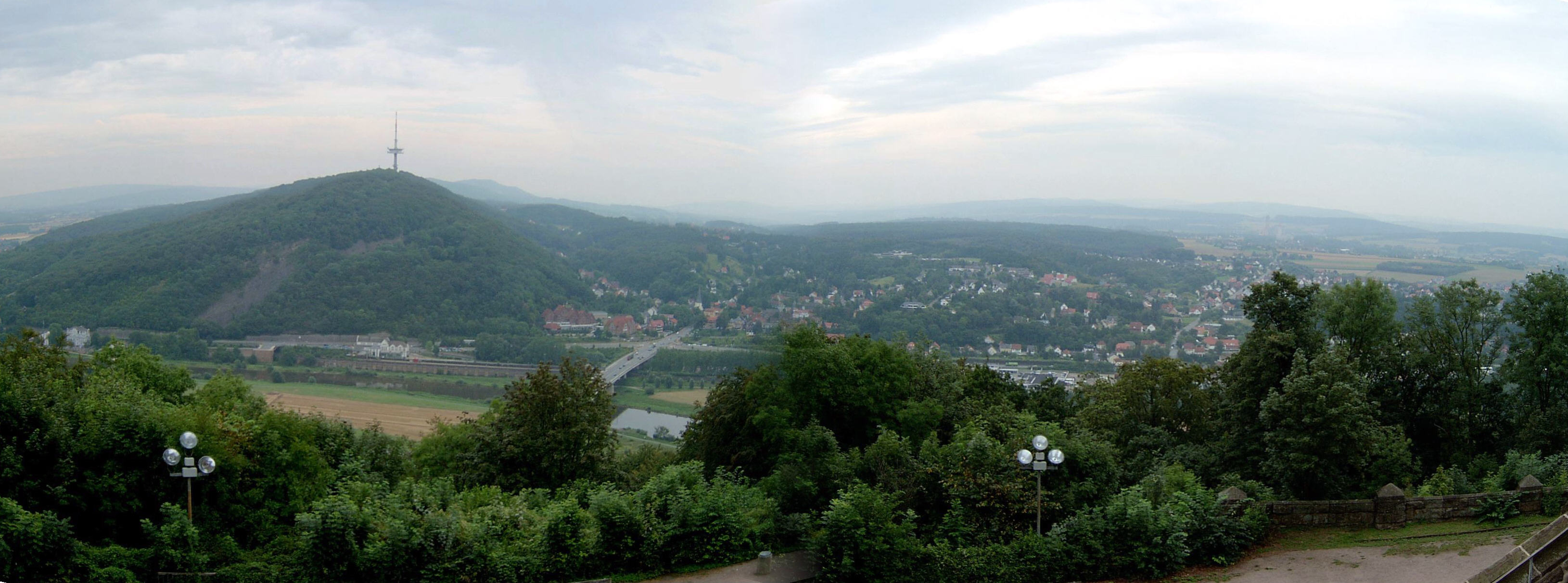
Zicht op Porta Westfalica

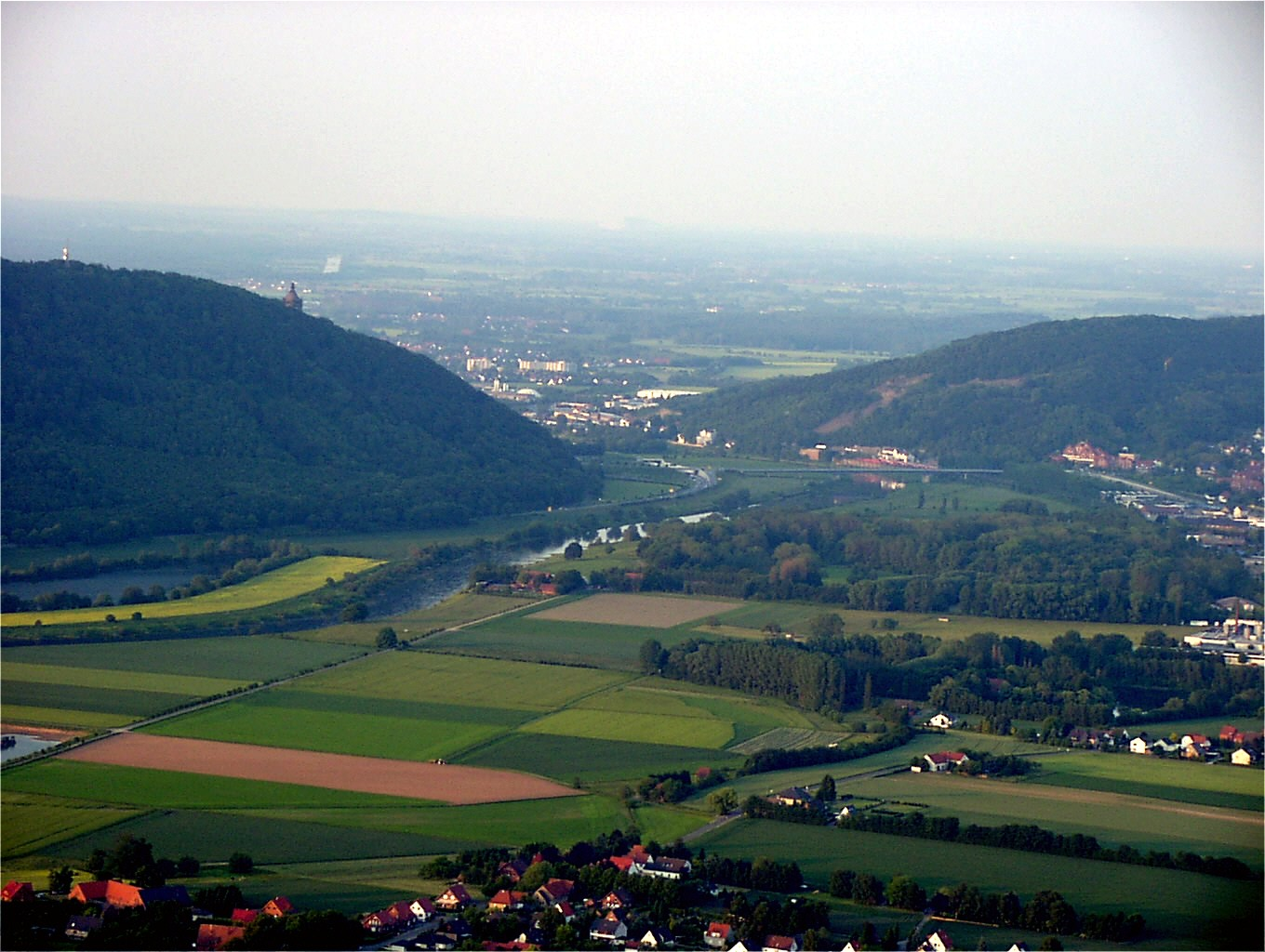
De Wezerdoorbraak in noordelijke richting: Porta Westfalica met de Wittekindsberg (links) en de Jakobsberg (rechts)
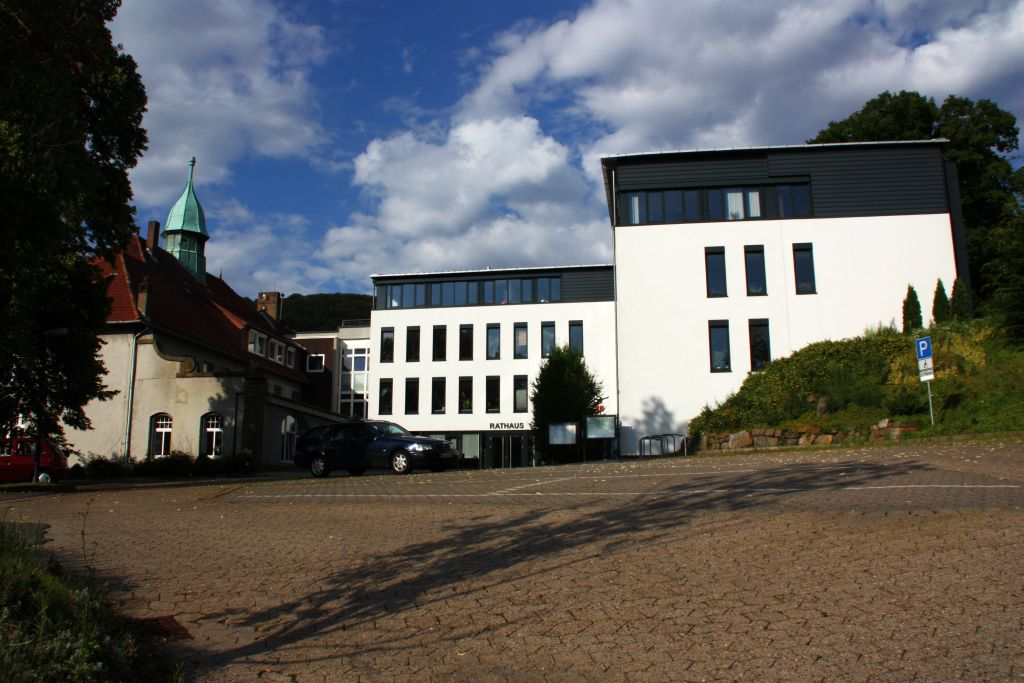
Gemeentehuis
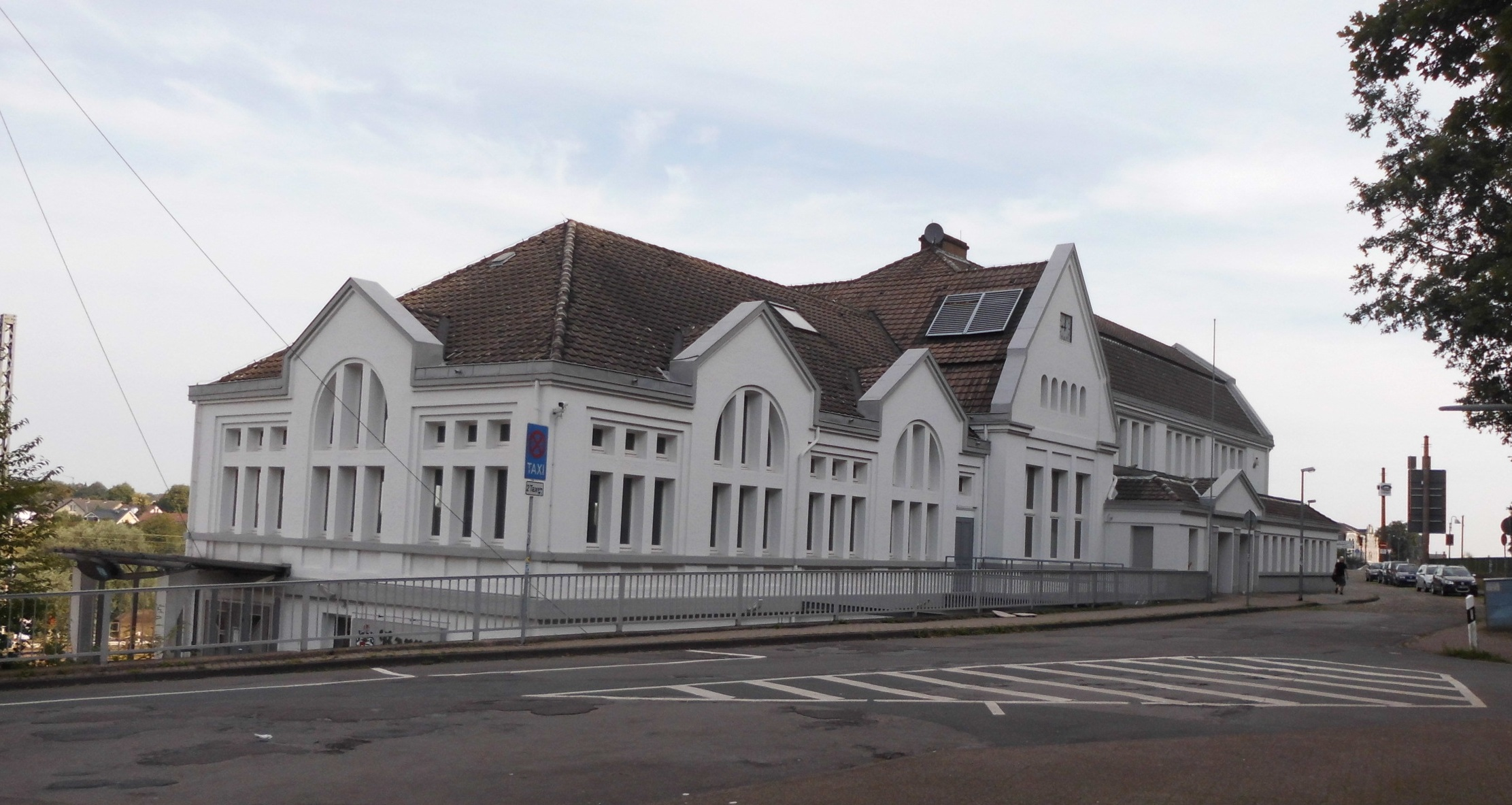
Station
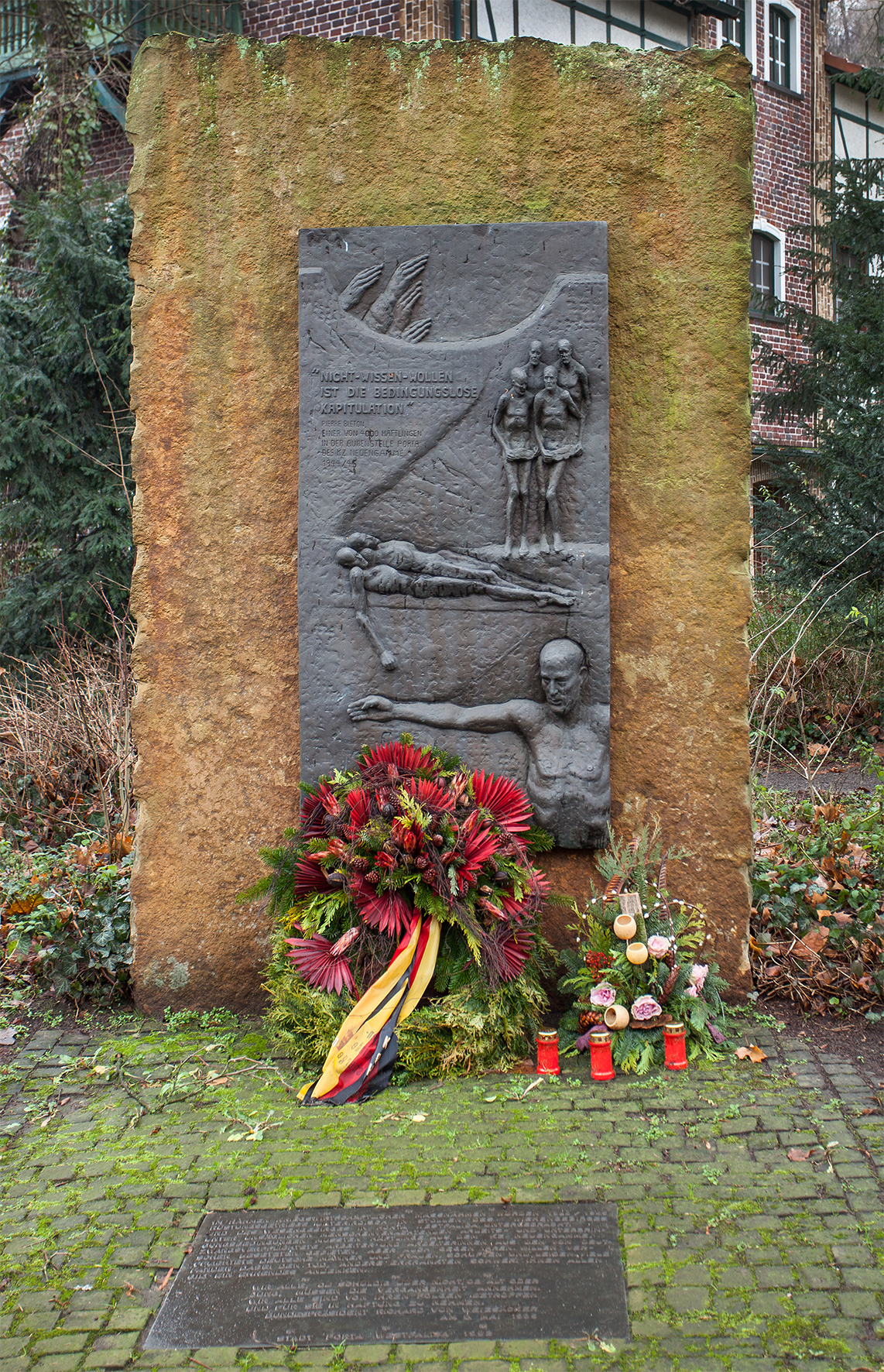
Gedenkplaquette KZ-buitenkamp Porta Westfalica
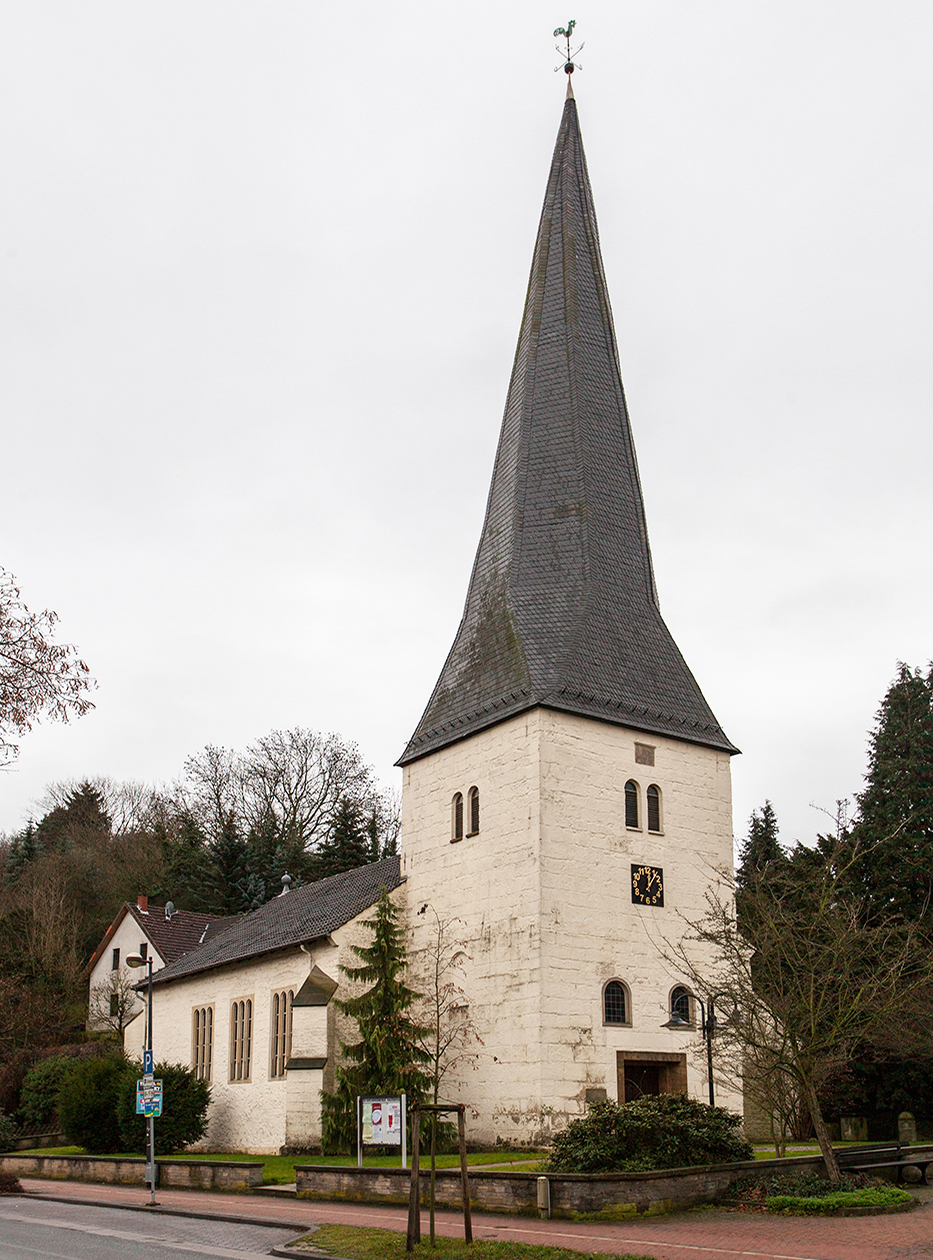
Evangelisch-lutherse kerk in Hausberge (17e eeuw)
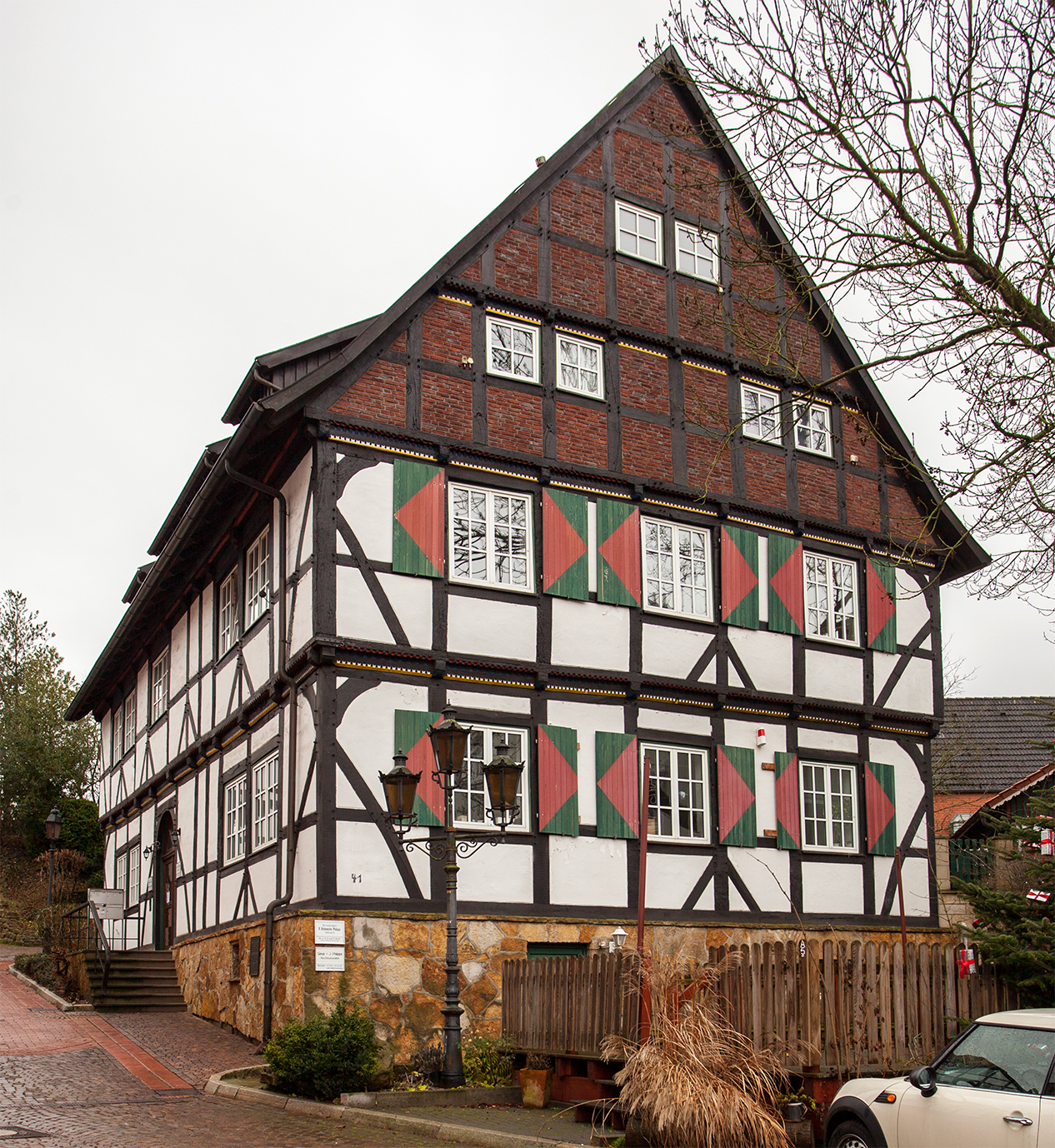
Zgn. Burgmannshof te Hausberge
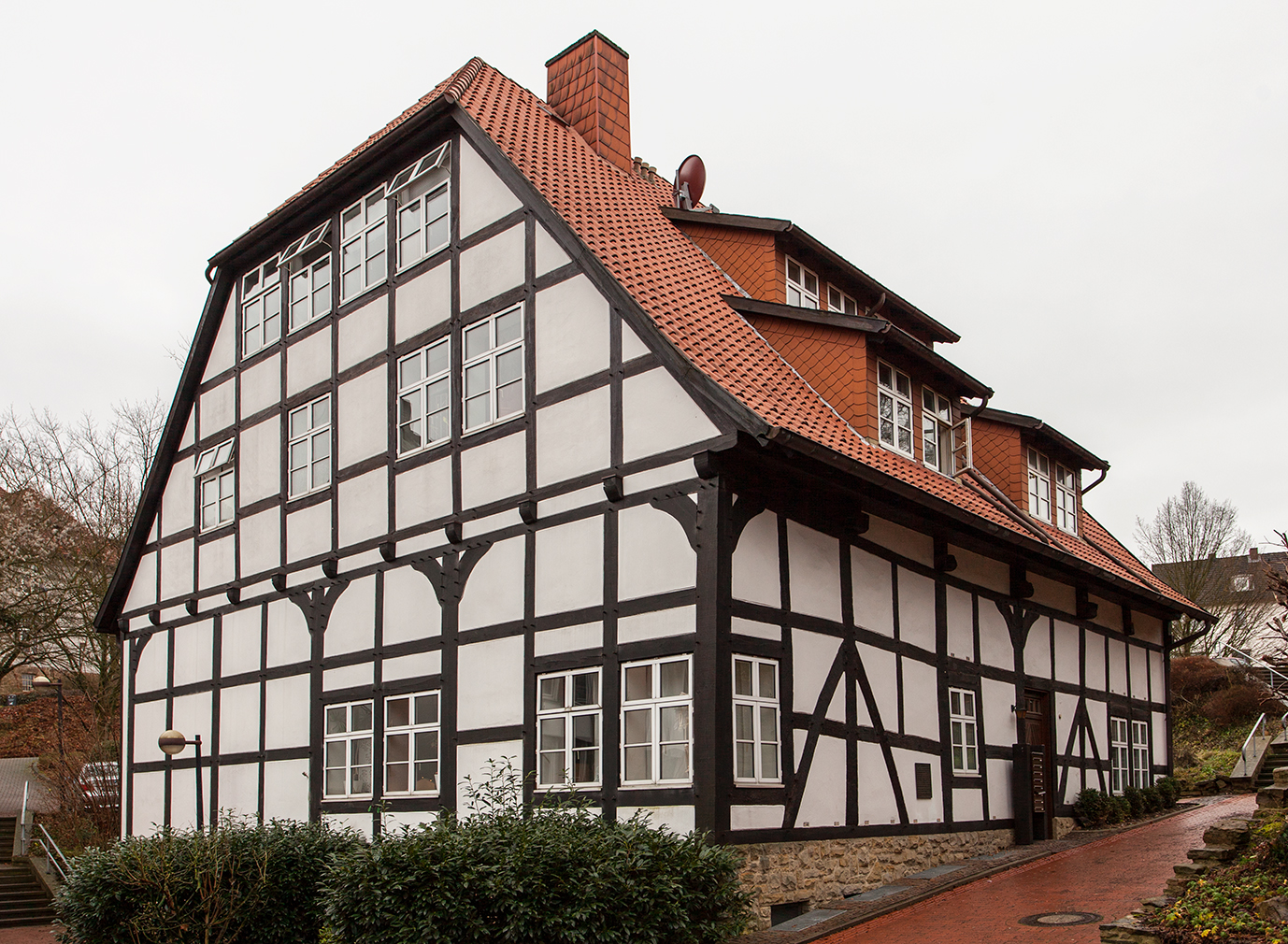
Vakwerkhuis te Hausberge Hof Tönsmeier
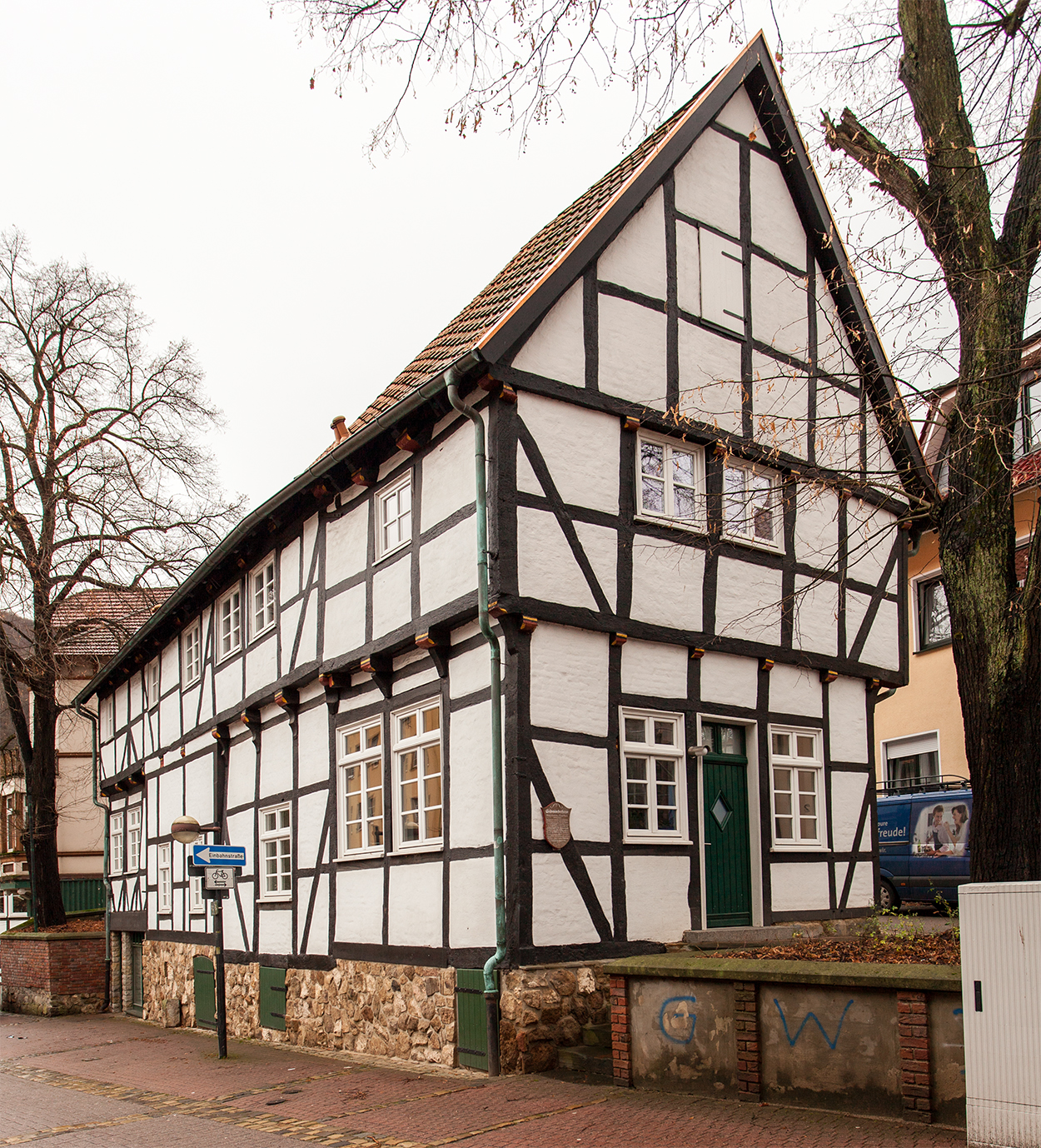
Vakwerkhuis te Hausberge, Kiekenbrink 1
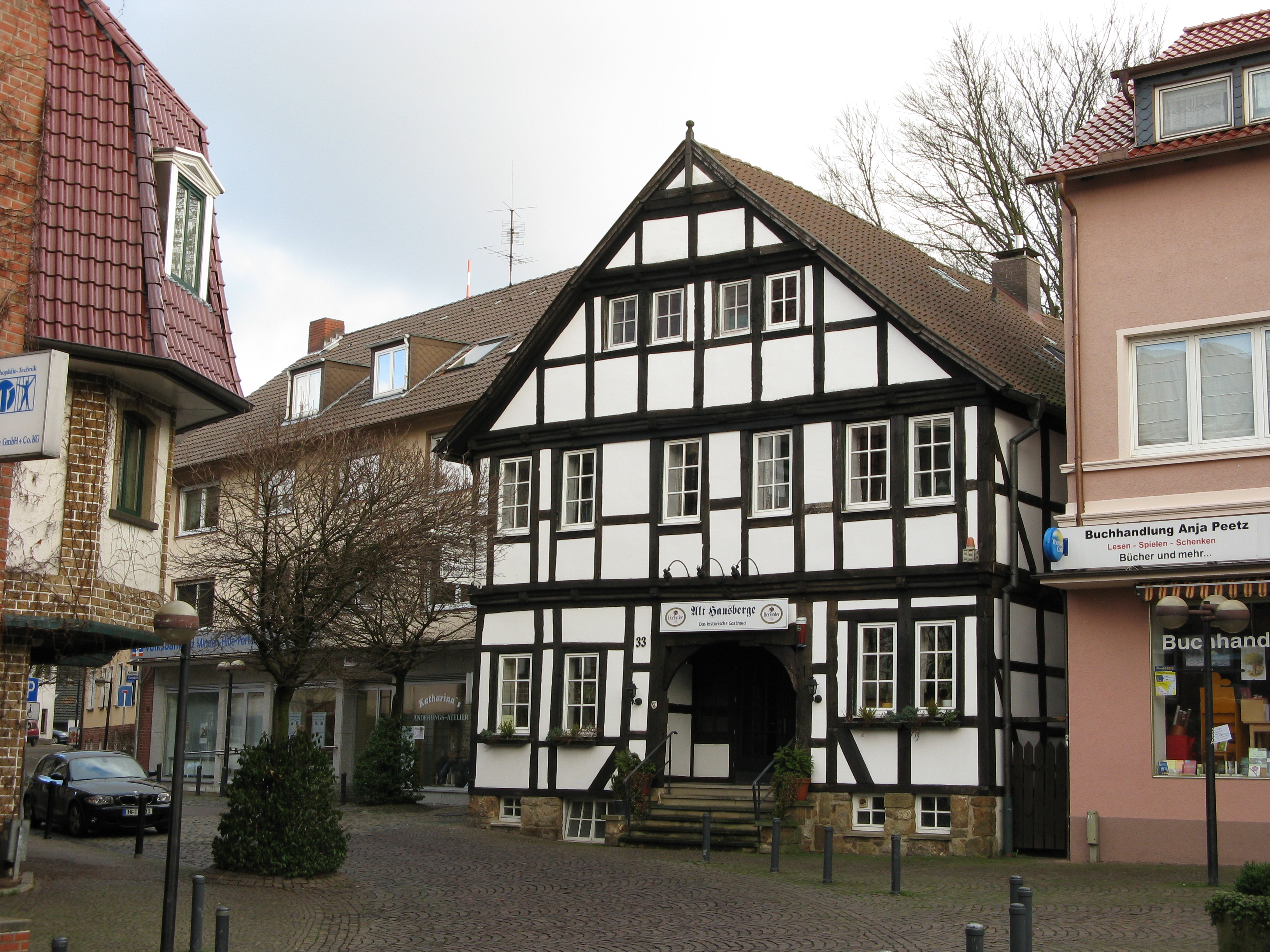
Vakwerkhuis te Hausberge, Alt Hausberge (horecabedrijf)
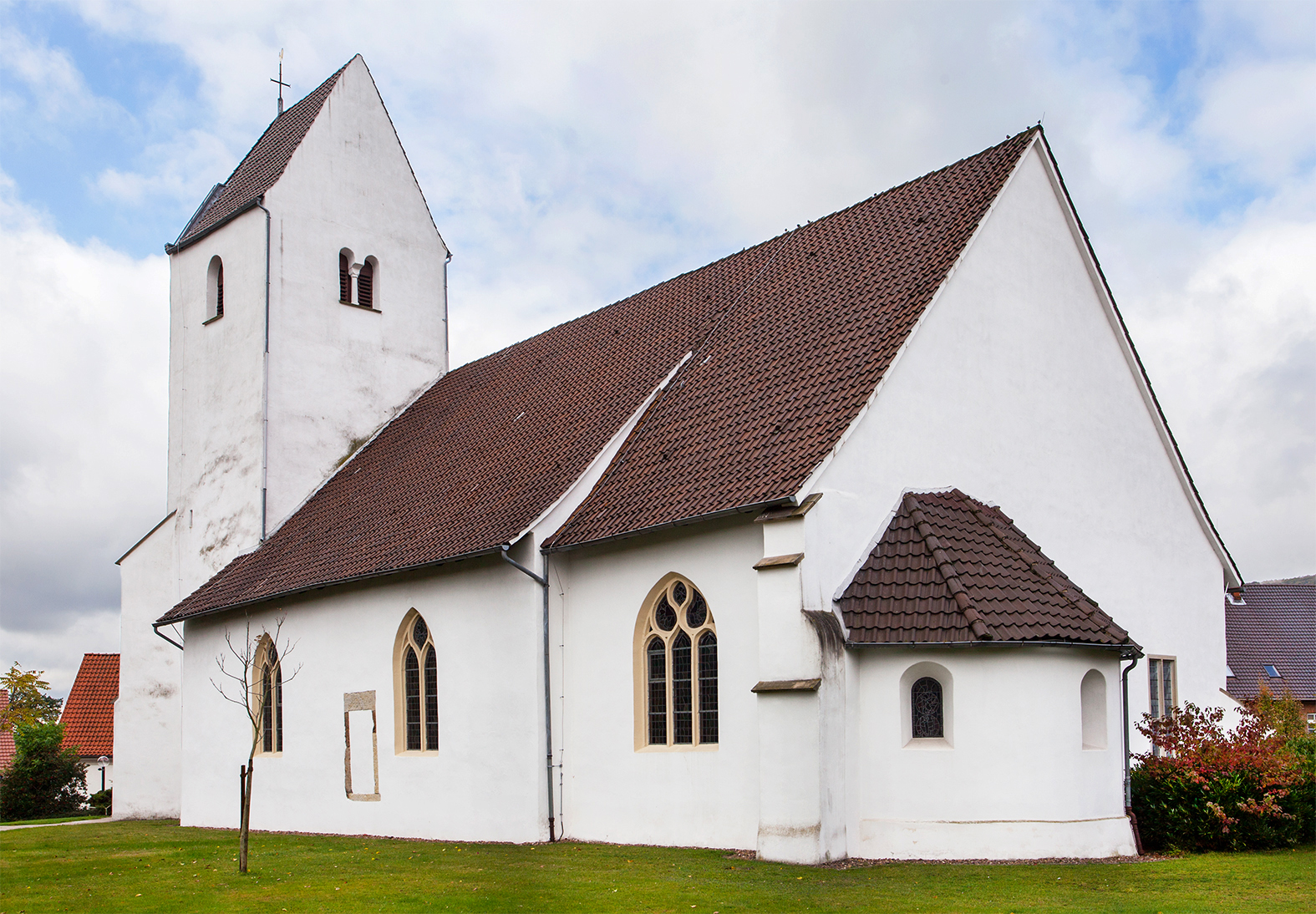
Evangelisch-lutherse kerk in Holzhausen
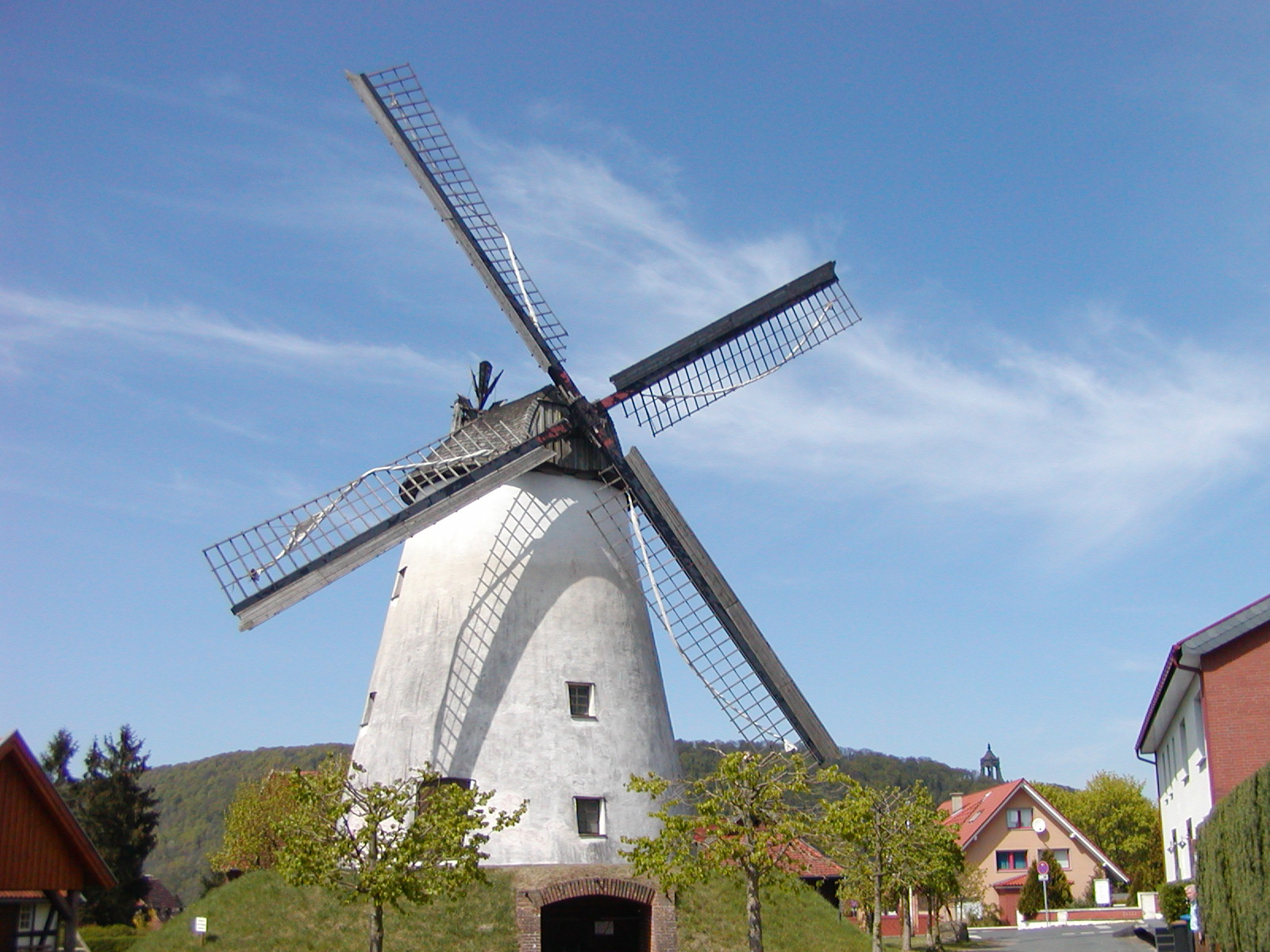
Windmolen Holzhausen
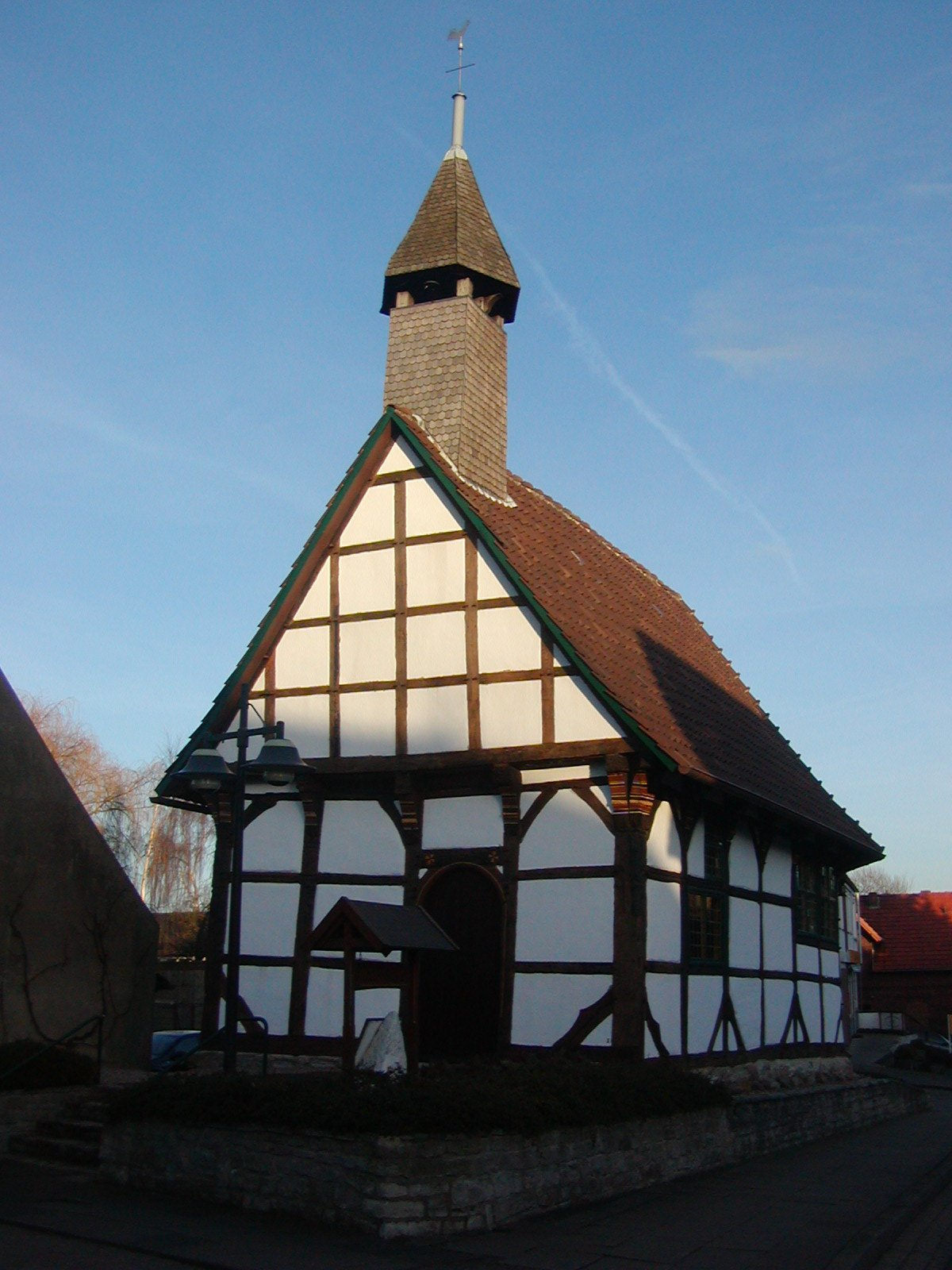
Sint-Laurenskapel Nammen
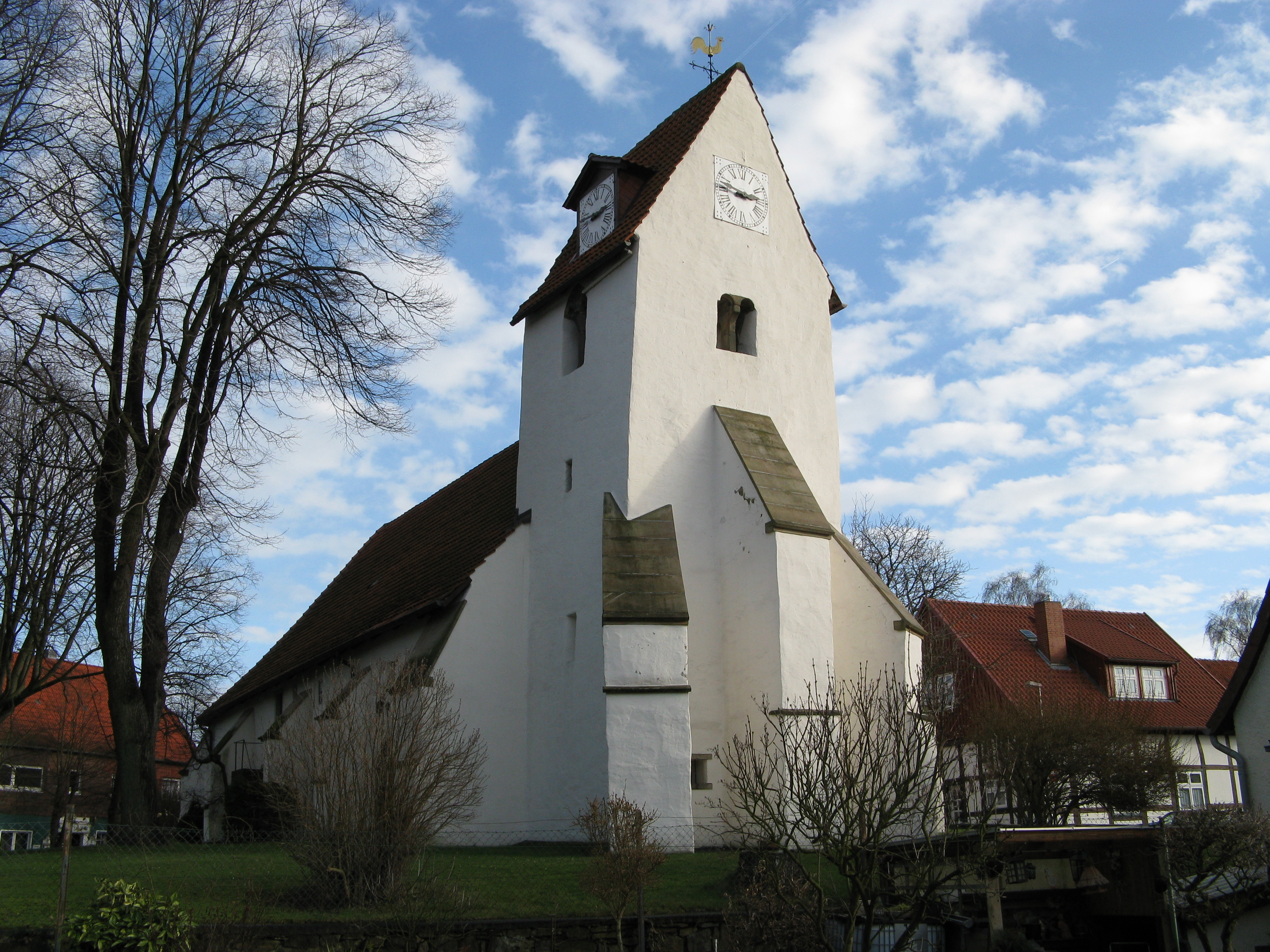
Kerk in Eisbergen
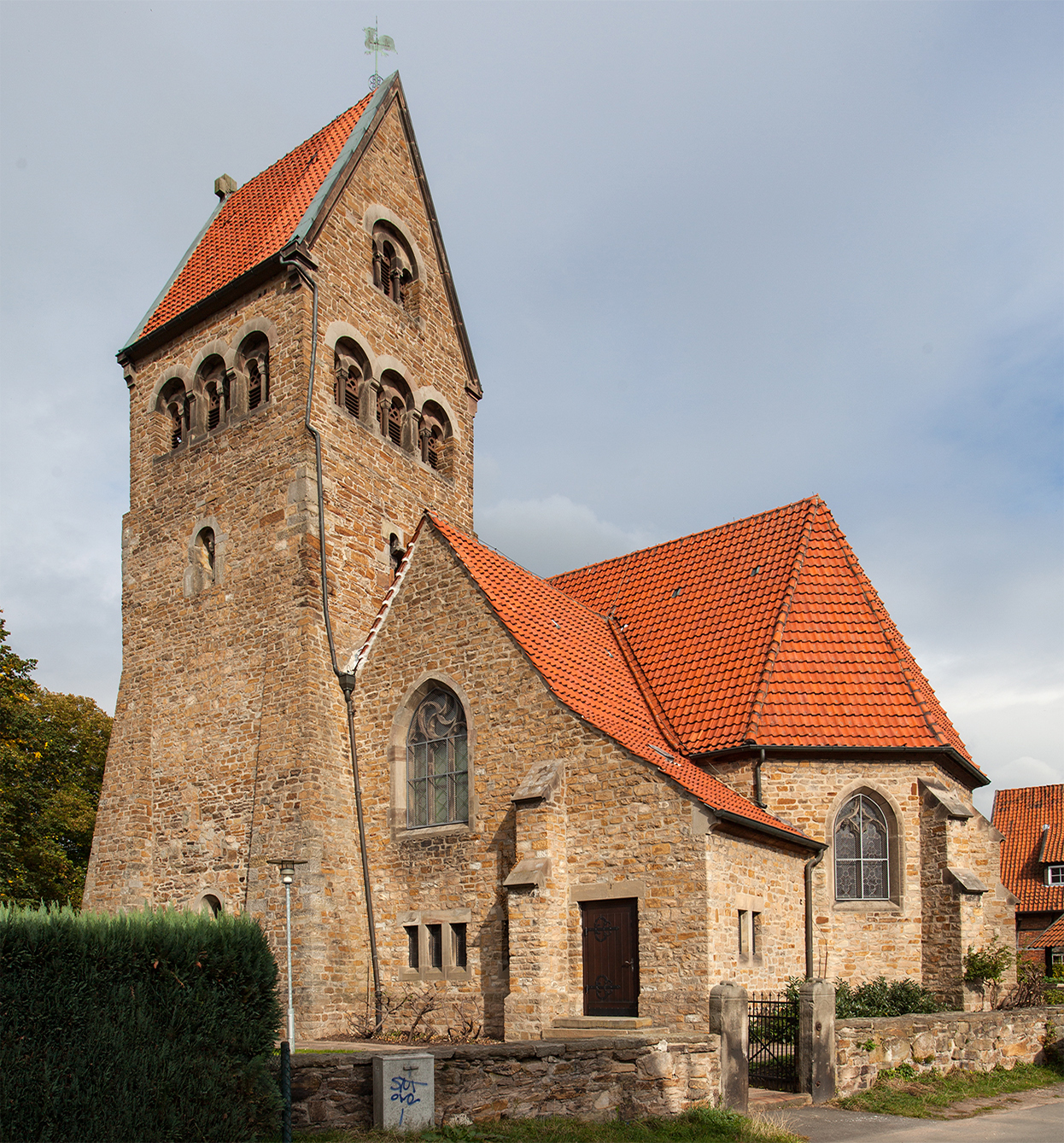
Kerk in Veltheim
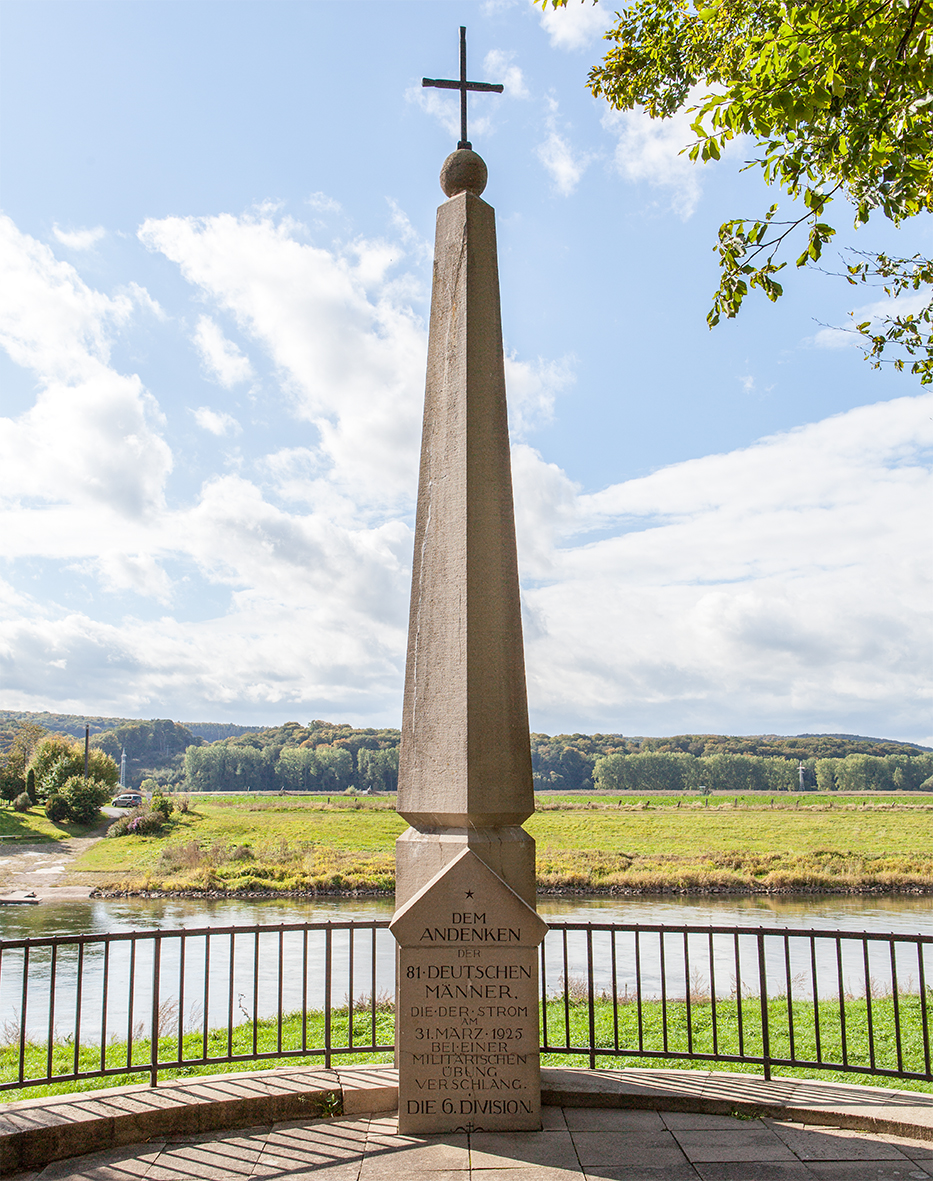
Monument veerpontramp 1925
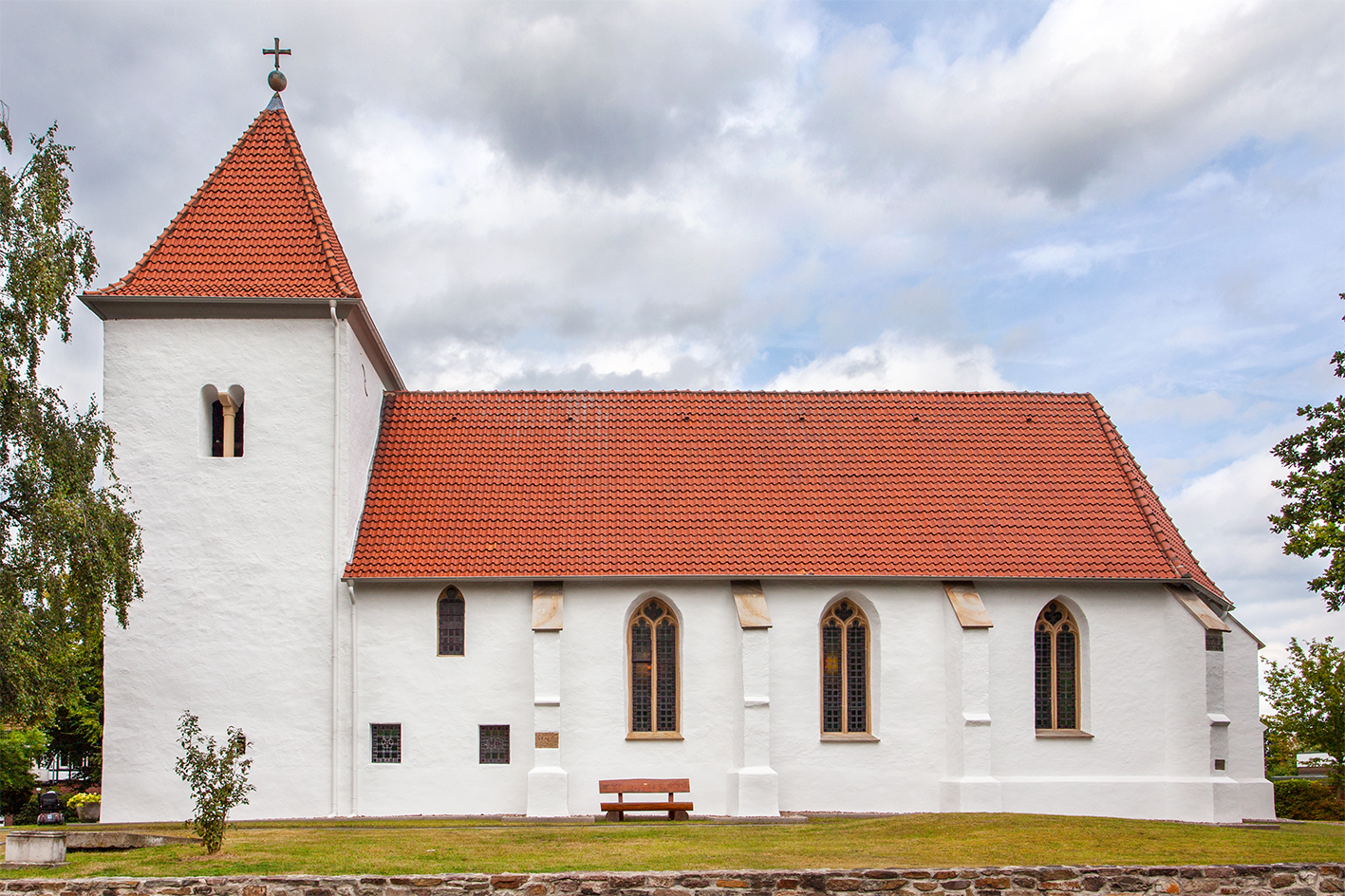
Evangelisch-lutherse kerk, Holtrup
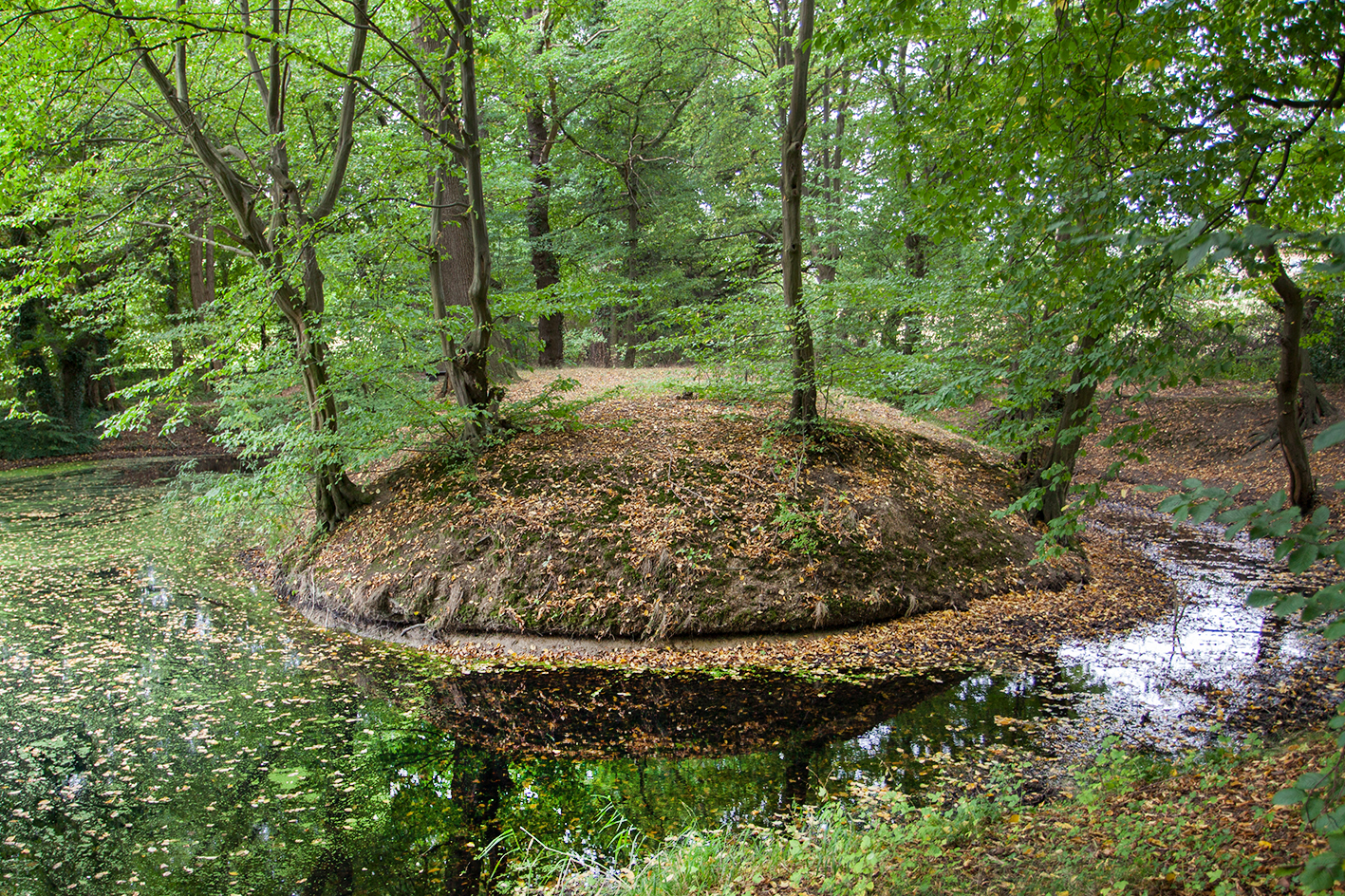
Römerinsel, Oberloh, Holtrup
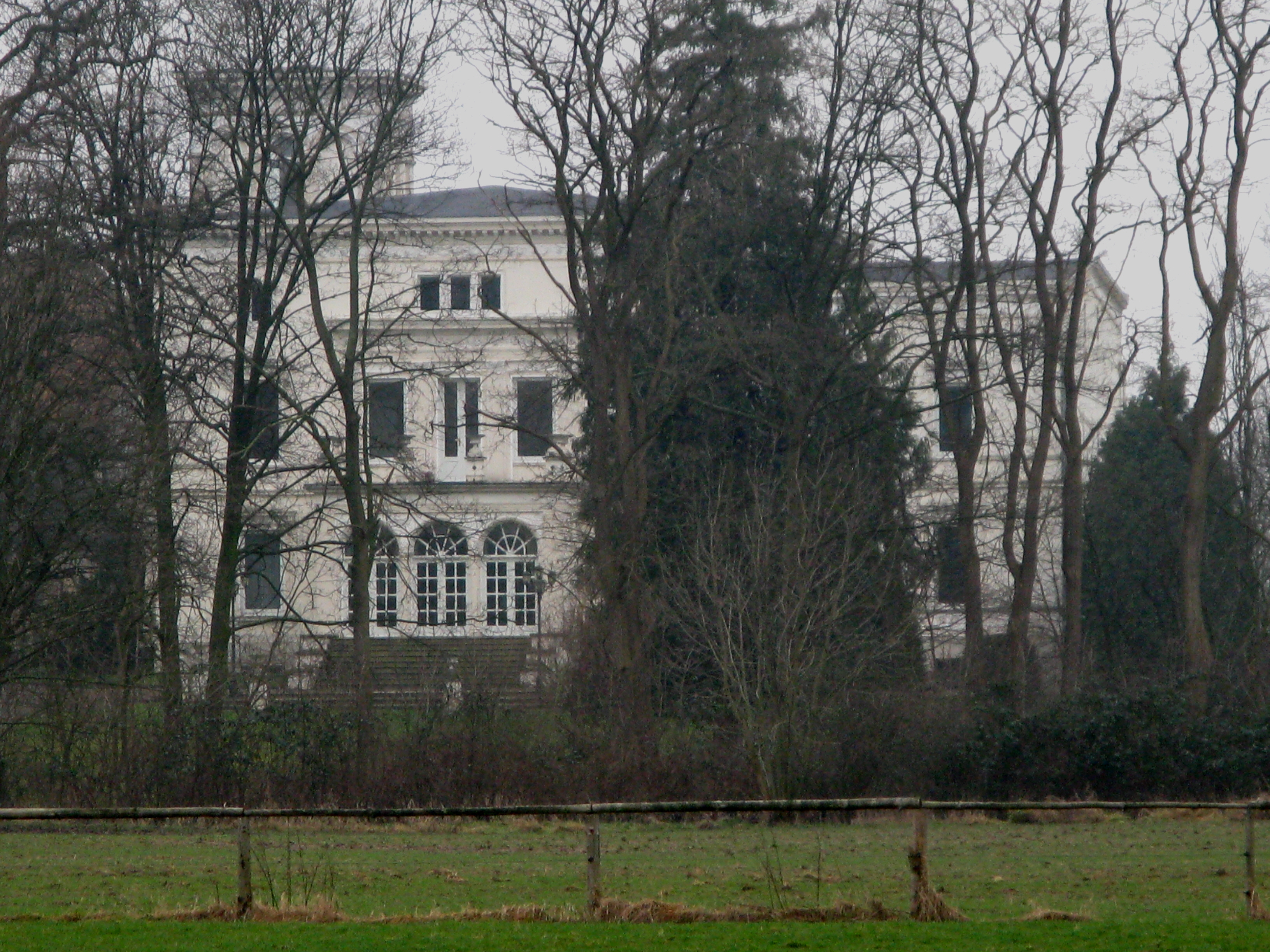
Rittergut Rothenhoff

## Varia
Opvallend in stadsdeel Möllbergen is de grote congreshal van de Jehova's Getuigen. Van deze congreszalen zijn er in heel Duitsland slechts 10.
Bad Oeynhausen · Espelkamp · Hille · Hüllhorst · Lübbecke · Minden · Petershagen · Porta Westfalica · Preußisch Oldendorf · Rahden · Stemwede